# Вулиця Панаса Мирного (Львів)
Ву́лиця Пана́са Ми́рного — вулиця у Сихівському районі міста Львова, в місцевості Новий Львів. Вулиця є фактичним продовженням вулиці Івана Франка, далі утворює перехрестя з Козельницькою, Енергетичною, Литовською, після чого утворює перехрестя водночас з вулицями Запорізькою та Академіка Ігоря Юхновського, далі до неї прилучається вулиця Херсонська. Завершується п'ятипроменевим перехрестям з вулицями Тернопільською, Угорською та Сергія Литвиненка.

## Історія та назва
У 1928—1932 роках архітектор Владислав Клімчак спільно з Максиміліаном Кочуром та М. Кольбушевським спроєктували та збудували масив приватних будинків «Власна Стріха» у дворковому стилі для державних службовців Львова. Новозбудовану приватну віллу можна було придбати за 7 600 злотих, а хто не мав такої суми, аби заплатити одразу, отримував кредит на 20 років (неймовірно, але у рік сплачувалося лише 380 злотих, у той час, коли середньомісячна зарплатня некваліфікованого робітника становила 120 злотих) й до 1959 року люди мали виплатити всю суму кредиту.
Саме від назви цього житлового масиву походить й перша назва вулиці Власна Стріха. На часі німецької окупації мала назву Айґєнгаймґассе. У липні 1944 року повернена довоєнна назва. Сучасну назву вулиця отримала 1946 року на пошану українського письменника і драматурга Панаса Мирного. 

## Забудова
Вулиця Панаса Мирного забудована двоповерховими садибами 1930-х років, а також є вкраплення сучасної садибної забудови та багатоповерхової 2000-х років. Більшість будинків на вулиці внесена до Реєстру пам'яток архітектури місцевого значення м. Львова.
№ 1 — вілла XX століття. Будинок внесений до Реєстру пам'яток архітектури місцевого значення під охоронним № 2683-м.
№ 2 — вілла XX століття. Будинок внесений до Реєстру пам'яток архітектури місцевого значення під охоронним № 2684-м.
№ 3 — вілла XX століття. Тут у 1950-х роках містився Народний суд Червоноармійського району, нині — житловий будинок. Будинок внесений до Реєстру пам'яток архітектури місцевого значення під охоронним № 2685-м.
№ 4 — вілла XX століття. Будинок внесений до Реєстру пам'яток архітектури місцевого значення під охоронним № 2686-м.
№ 5 — вілла XX століття. Будинок внесений до Реєстру пам'яток архітектури місцевого значення під охоронним № 2687-м.
№ 6 — вілла XX століття. Від 1950-х років тут містилася бібліотека № 18 селища Новий Львів, нині — житловий будинок. Будинок внесений до Реєстру пам'яток архітектури місцевого значення під охоронним № 2688-м.
№ 7 — вілла XX століття. Будинок внесений до Реєстру пам'яток архітектури місцевого значення під охоронним № 2689-м.
№ 8 — вілла XX століття. Будинок внесений до Реєстру пам'яток архітектури місцевого значення під № 2690-м.
№ 9 — вілла XX століття. Будинок внесений до Реєстру пам'яток архітектури місцевого значення під охоронним № 2691-м.
№ 10 — вілла XX століття. Будинок внесений до Реєстру пам'яток архітектури місцевого значення під охоронним № 2692-м.
№ 11 — вілла XX століття. Будинок внесений до Реєстру пам'яток архітектури місцевого значення під охоронним № 2693-м.
№ 11а — вілла XX століття. Будинок внесений до Реєстру пам'яток архітектури місцевого значення під охоронним № 2694-м.
№ 12 — адміністративний будинок. Нині тут міститься лікувально-профілактичне підприємство «Горицвіт ЛТД». Будинок внесений до Реєстру пам'яток архітектури місцевого значення під охоронним № 2695-м.
№ 13 — двоповерхова будівля радянських часів, у якій містився дошкільний навчальний заклад № 107, ліквідований 1992 року. У червні 2015 року земельна ділянка, на якій знаходиться дитячий садок, рішенням Франківського районного суду м. Львова, перейшла у власність фірми «Купол-ЛВ». 4 листопада 2015 року ділянку зареєстровано за ПП «Юнайтер Груп». Влітку 2017 року новий власник ділянки звернувся до мерії щодо отримання містобудівних умов та обмежень для початку будівництва, але фірмі було відмовлено в їх отриманні через «виявлення недостовірних відомостей» в документах. 28 листопада 2017 року рішенням Господарського суду у Львівській області земельна ділянка повернена у комунальну власність міста.
№ 14 — вілла XX століття. Будинок внесений до Реєстру пам'яток архітектури місцевого значення під охоронним № 2696-м.
№ 15 — вілла XX століття. Будинок внесений до Реєстру пам'яток архітектури місцевого значення під охоронним № 2697-м.
№ 16 — вілла XX століття. Будинок внесений до Реєстру пам'яток архітектури місцевого значення під охоронним № 2698-м.
№ 17 — двоповерхова вілла з мансардою (зразок архітектури «дворкового стилю») була споруджена як частина житлового кооперативу «Власна Стріха» у 1925–1934 роках за типовим проєктом № 2, який виконав архітектор Казімеж Вайсс для адвоката доктора Юзефа Баха<. Будинок внесений до Реєстру пам'яток архітектури місцевого значення під охоронним № 2699-м.
№ 18 — вілла XX століття. Будинок внесений до Реєстру пам'яток архітектури місцевого значення під охоронним № 2700-м.
№ 19 — одноповерхова вілла XX століття, власниками якої до 1939 року була родина Лучкевичів. Будинок внесений до Реєстру пам'яток архітектури місцевого значення під охоронним № 2701-м.
№ 20 — вілла XX століття. Будинок внесений до Реєстру пам'яток архітектури місцевого значення під охоронним № 2702-м.
№ 21 — вілла XX століття. До війни тут мешкав інженер з будівництва залізниць Кароль Барвін. Будинок внесений до Реєстру пам'яток архітектури місцевого значення під охоронним № 2703-м.
№ 22 — двоповерхова вілла з піддашшям (зразок архітектури «дворкового стилю») була споруджена як частина житлового кооперативу «Власна Стріха» у 1925–1934 роках за типовим проєктом № 2, який виконав архітектор Казімеж Вайсс для Станіслава Обмінського. Будинок внесений до Реєстру пам'яток архітектури місцевого значення під охоронним № 2704-м.
№ 22а — п'ятиповерховий житловий будинок, зданий в експлуатацію 2006 року. Тут діє ОСББ «Авангард-1».
№ 23 — вілла XX століття. Будинок внесений до Реєстру пам'яток архітектури місцевого значення під охоронним № 2705-м.
№ 24, 24а — п'ятиповерховий двосекційний будинок радянських часів, за часів незалежності використовувався як офісний центр. Тут до 2015 року, зокрема, було розташоване Управління Пенсійного фонду України у Франківському районі Львова. 7 квітня 2015 року через демонтажні роботи стався обвал будинку, а остаточно був знесений наприкінці 2015 року. На місці цього будинку ТзОВ «Парк Новий Львів» збудувало висотний офісний центр «Kristal Plaza» із підземним паркінгом. Саме управління 2015 року переїхало на вул. Володимира Великого, 54.
№ 25 — одноповерхова вілла з мансардою (зразок архітектури «дворкового стилю») була споруджена як частина житлового кооперативу «Власна Стріха» у 1925–1934 роках за типовим проєктом № 2, який виконав архітектор Казімеж Вайсс для Яніни Рачковської з Пілішевських та Тадеуша Пілішевського. Будинок внесений до Реєстру пам'яток архітектури місцевого значення під № 2706-м.
№ 26 — п'ятиповерховий житловий будинок, споруджений у 1968 році як гуртожиток для військових Прикарпатського військового округа (пізніше — Західне оперативне командування, нині — Оперативне командування «Захід»). Обслуговувався будинкоуправлінням № 2 КЕВ м. Львова військ Західного оперативного командування. Ухвалою Львівської міської ради від 21 травня 2009 року тридцять шість житлових будинків від КЕВ м. Львова Західного ОК, у тому числі й колишній гуртожиток на вулиці Панаса Мирного, 26, прийняті у власність територіальної громади м. Львова.
№ 33 — за радянських часів тут був Дім ювілейних дат, де здебільшого влаштовували весілля. Нині на цьому місці височіє сучасна двоповерхова вілла, збудована у 2000-х роках, в якій міститься наркологічна клініка «Ресенс». Від 2019 року в будинку міститься приватний дитячий садок «Левленд».
№ 35 — вілла XX століття. За Польщі тут мешкав лікар-бактеріолог Едмунд Мікулашек. Будинок внесений до Реєстру пам'яток архітектури місцевого значення під охоронним № 2707-м.
№ 37 — вілла XX століття. Нині в цьому будинку міститься приватний дитячий садок «Кіндервіль» для дітей від 1,5 року. Будинок внесений до Реєстру пам'яток архітектури місцевого значення під охоронним № 2708-м. 
№ 39 — вілла XX століття. Будинок внесений до Реєстру пам'яток архітектури місцевого значення під охоронним № 2709-м.
№ 43 — п'ятиповерховий панельний будинок 1970-х років побудови за проєктом архітектора Я. Назаркевича. Житловий будинок радянських часів, підвальні приміщення якого нині займають перукарня «Соляріс» та магазин господарських товарів.

Світлини вуличної забудови
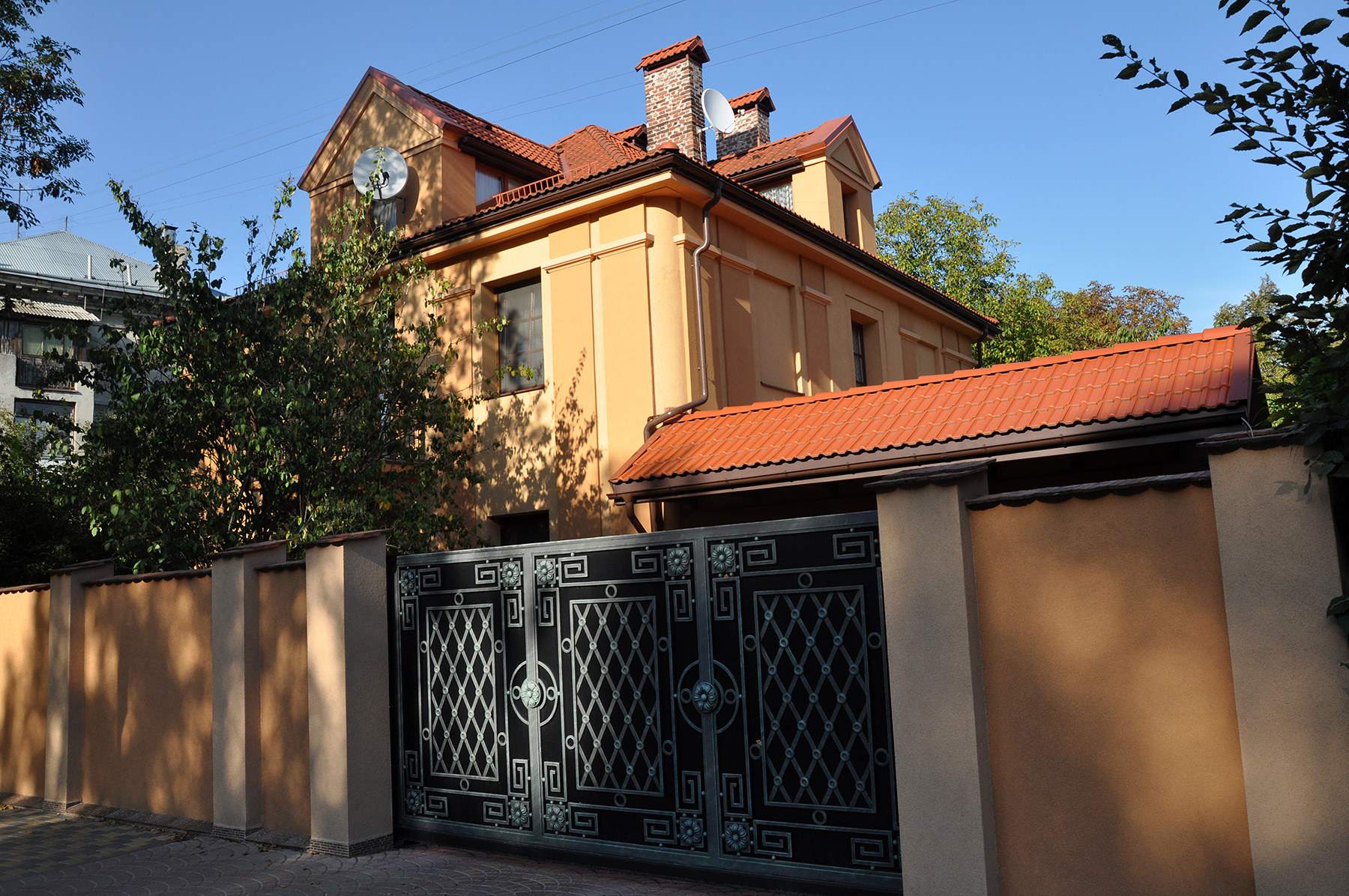
Будинок № 1
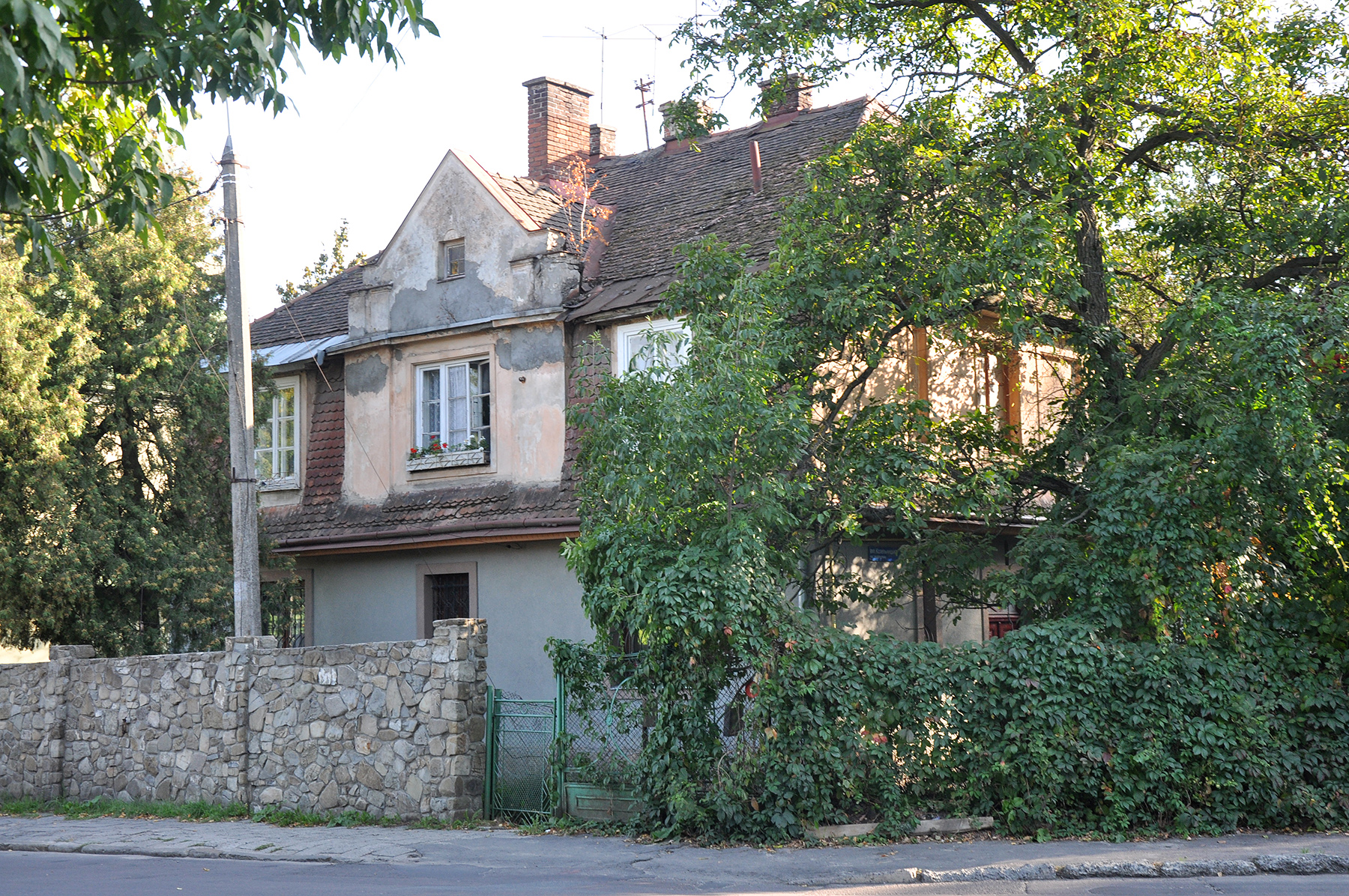
Будинок № 2
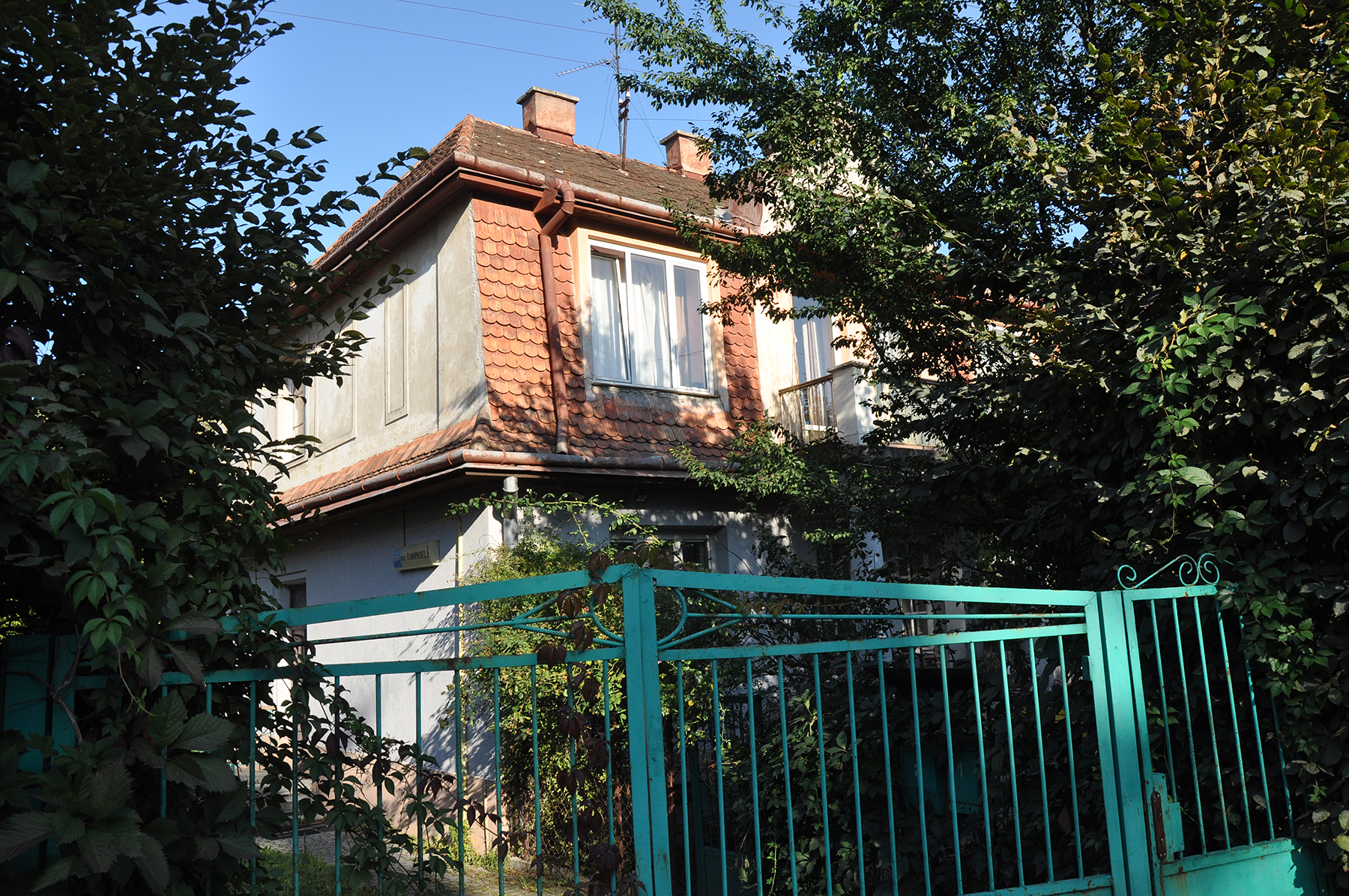
Будинок № 3
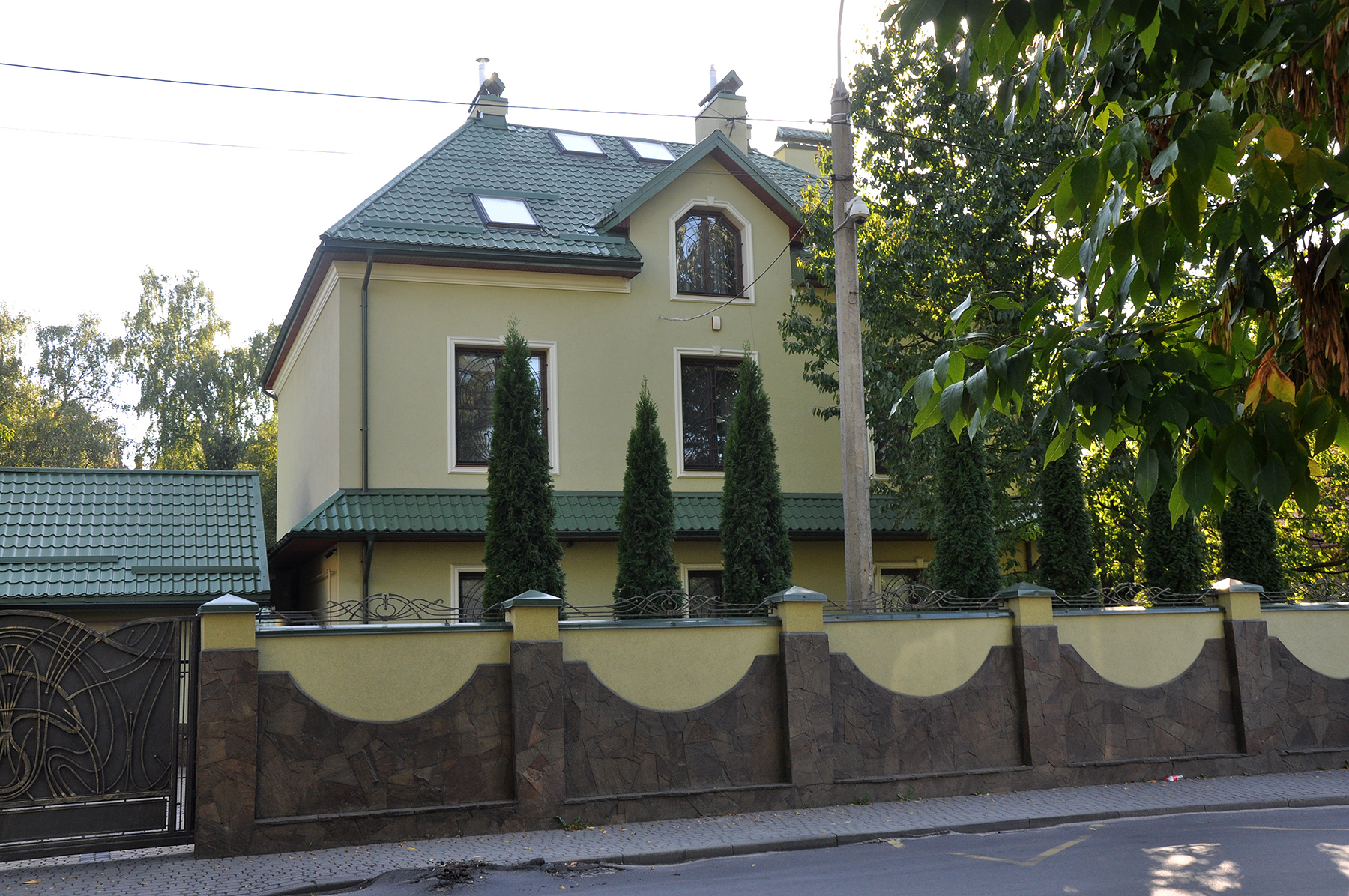
Будинок № 4
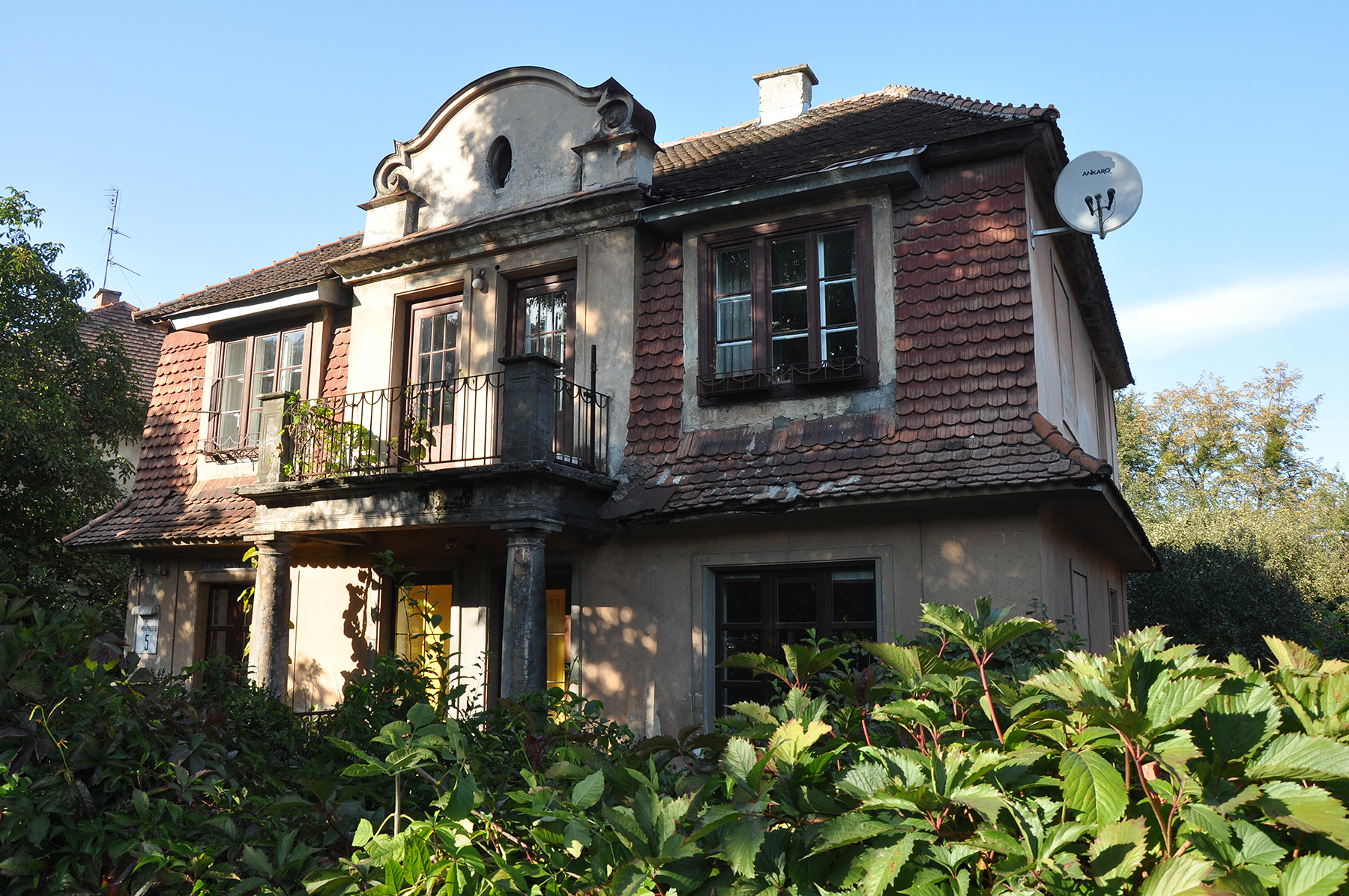
Будинок № 5
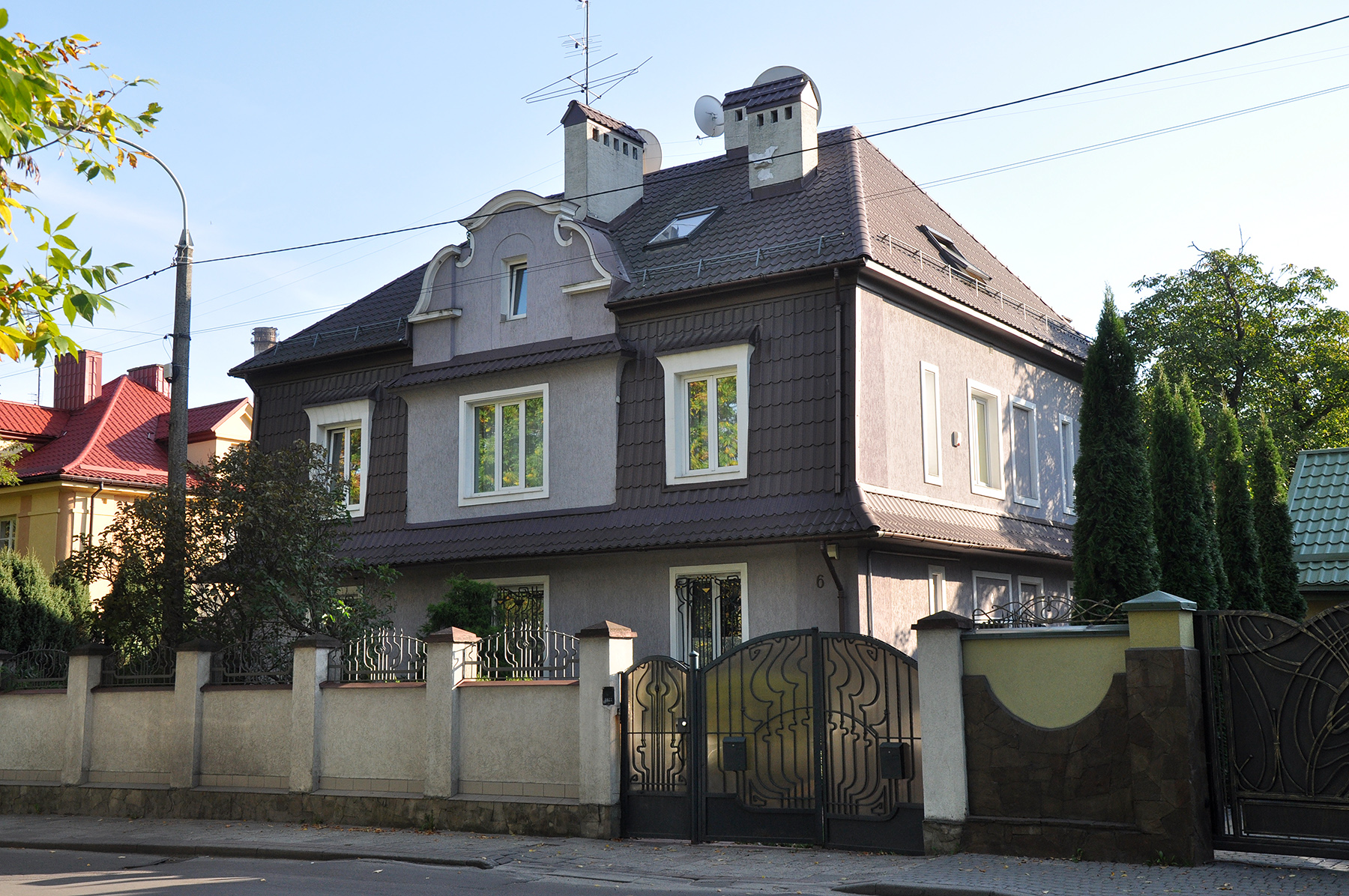
Будинок № 6
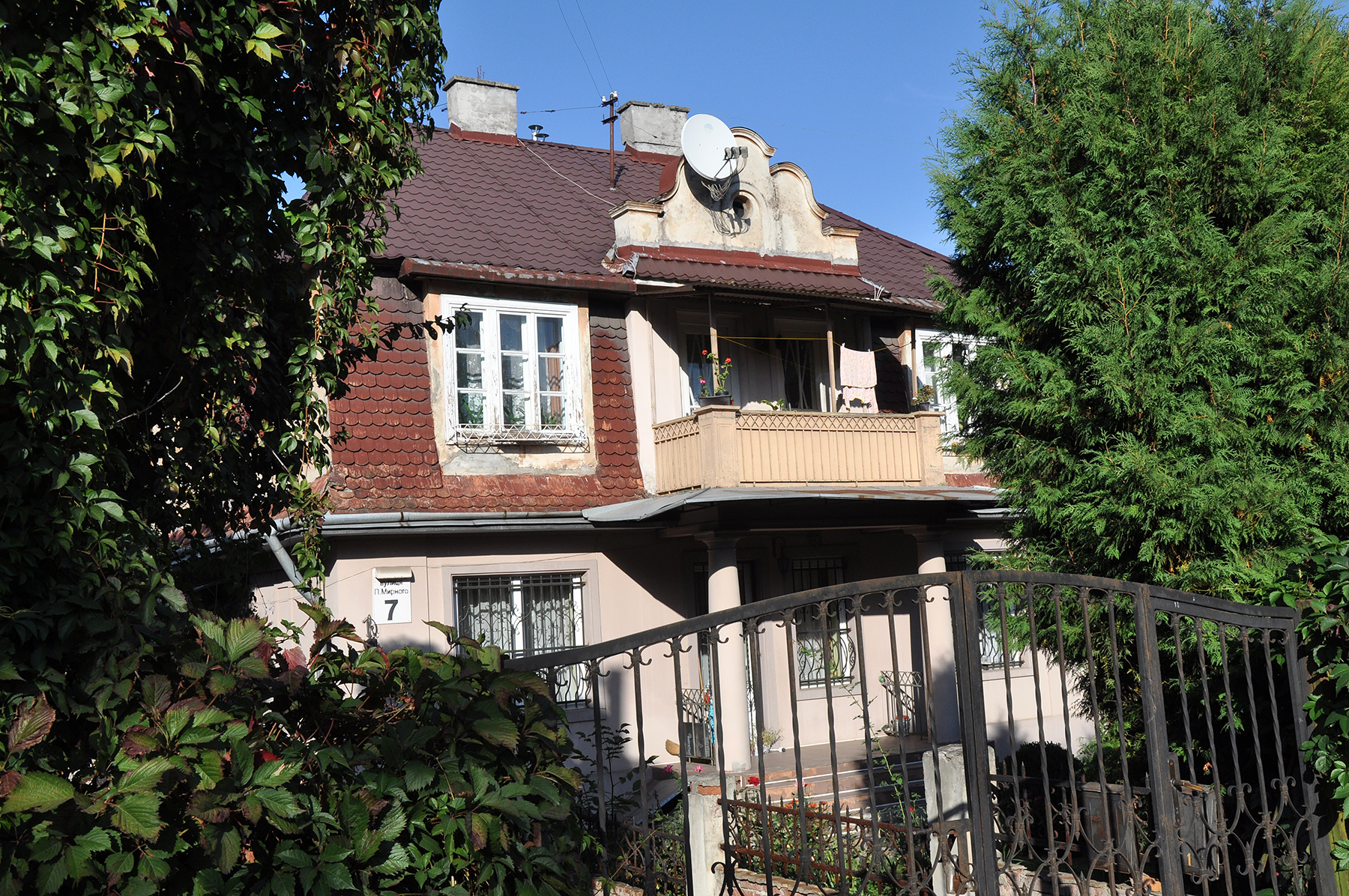
Будинок № 7
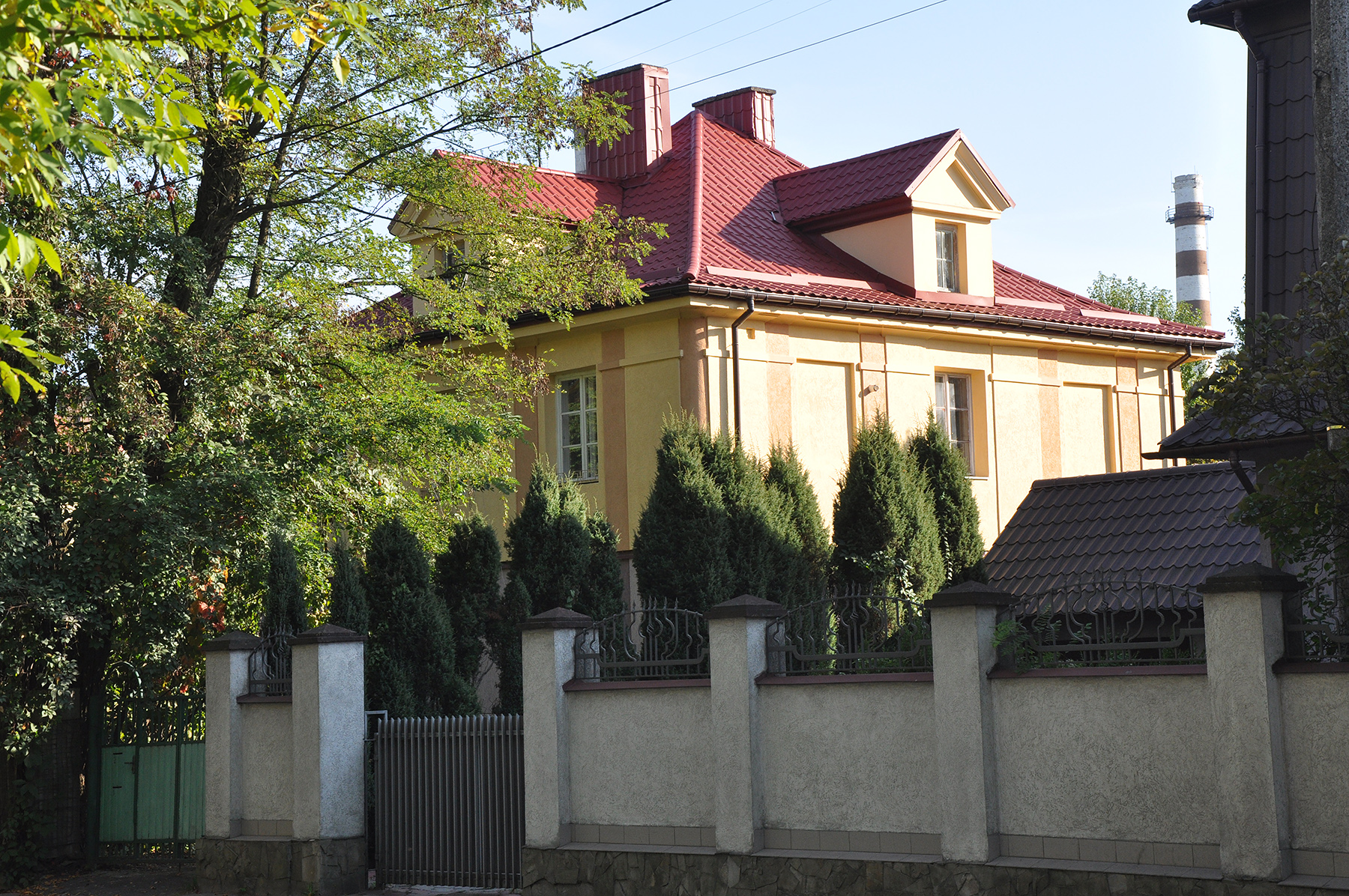
Будинок № 8
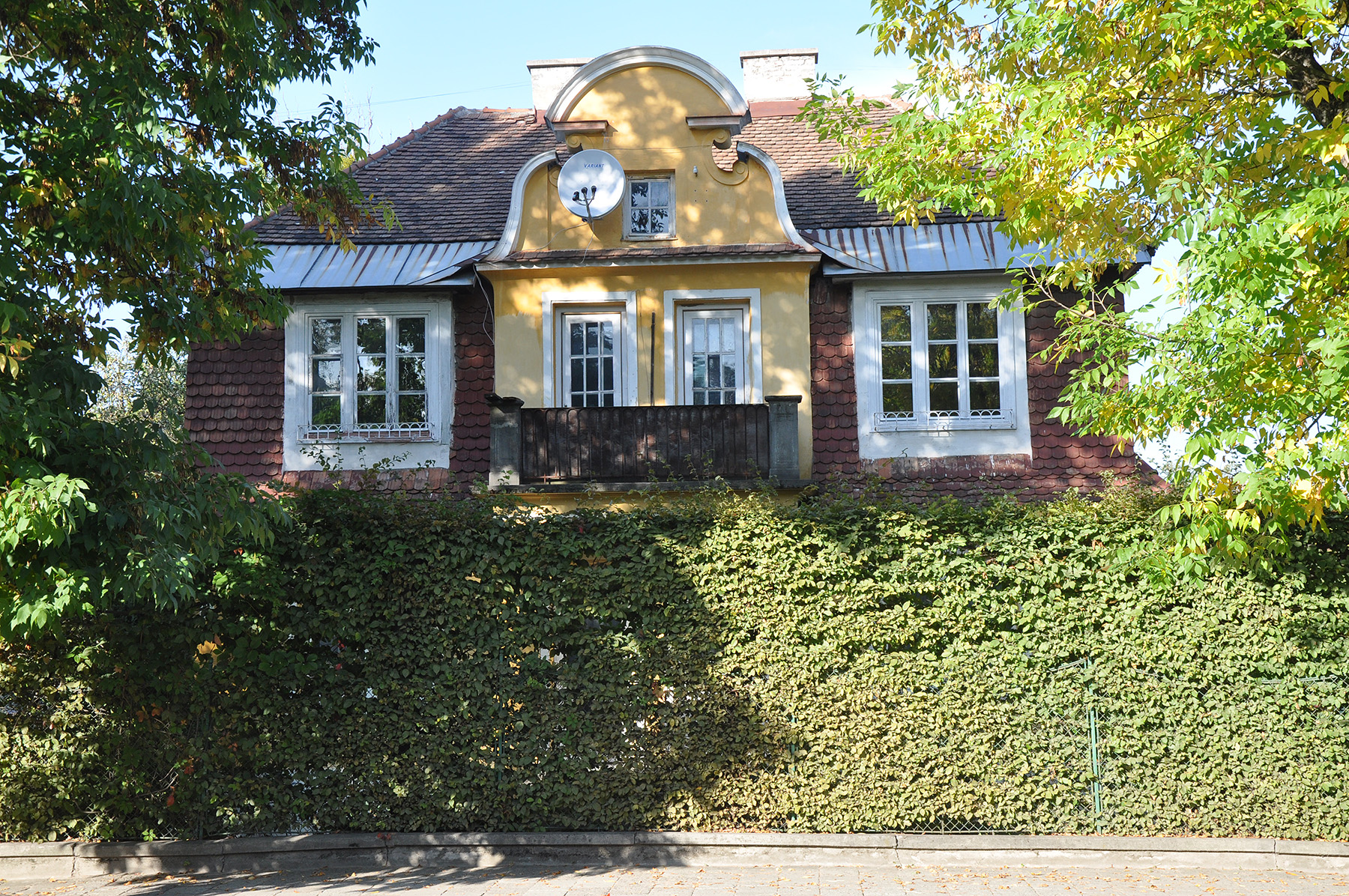
Будинок № 9
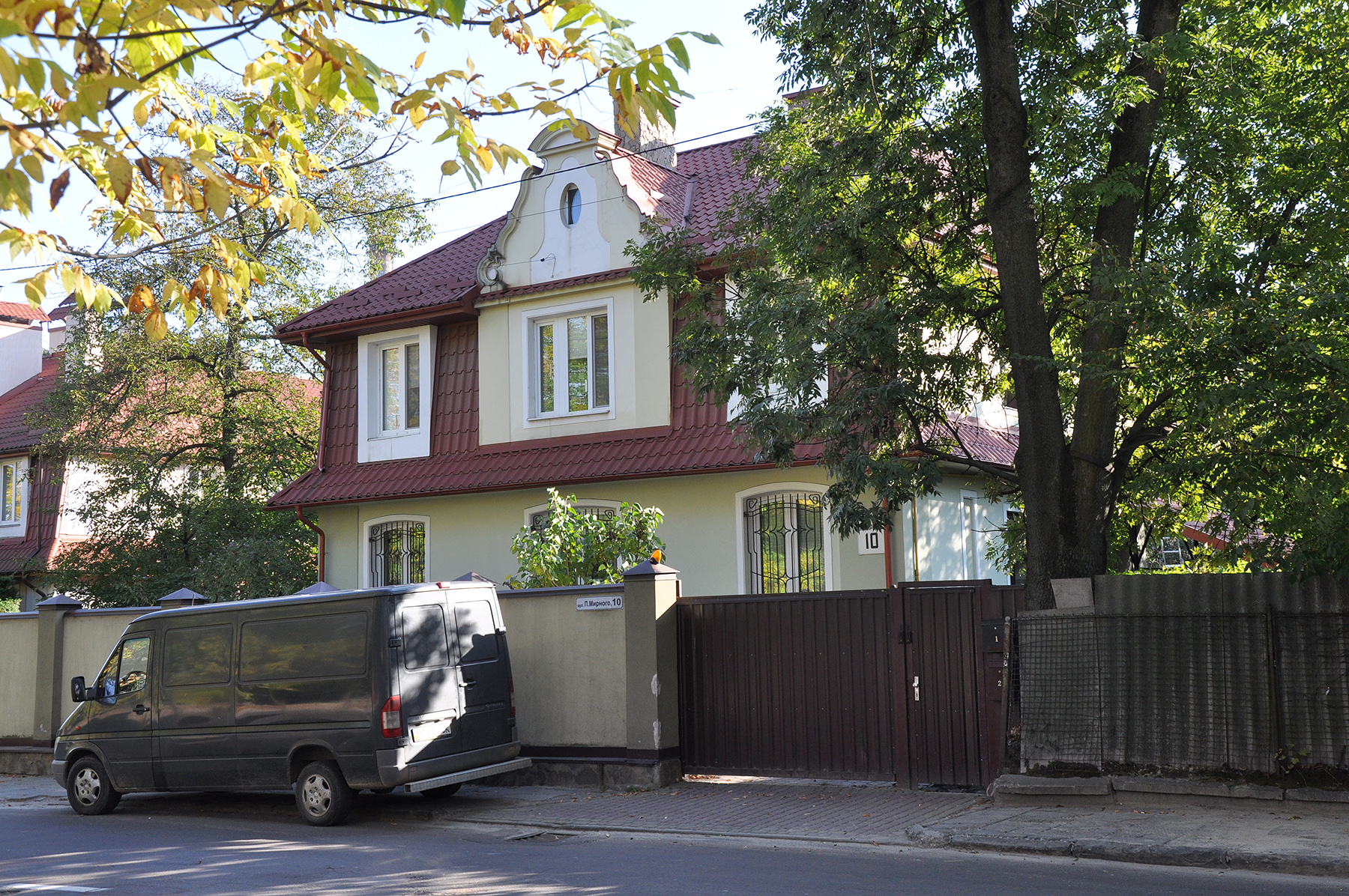
Будинок № 10
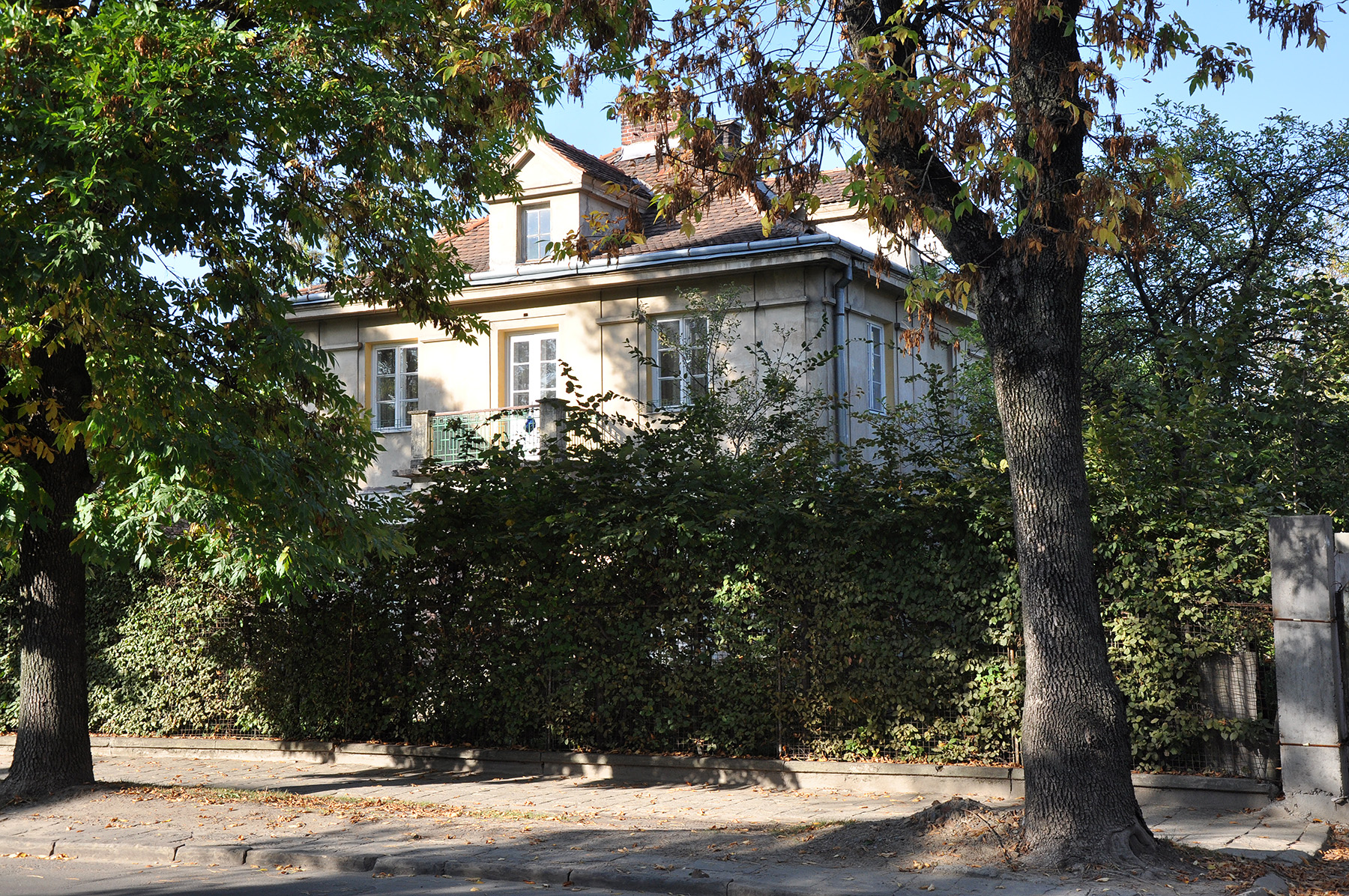
Будинок № 11
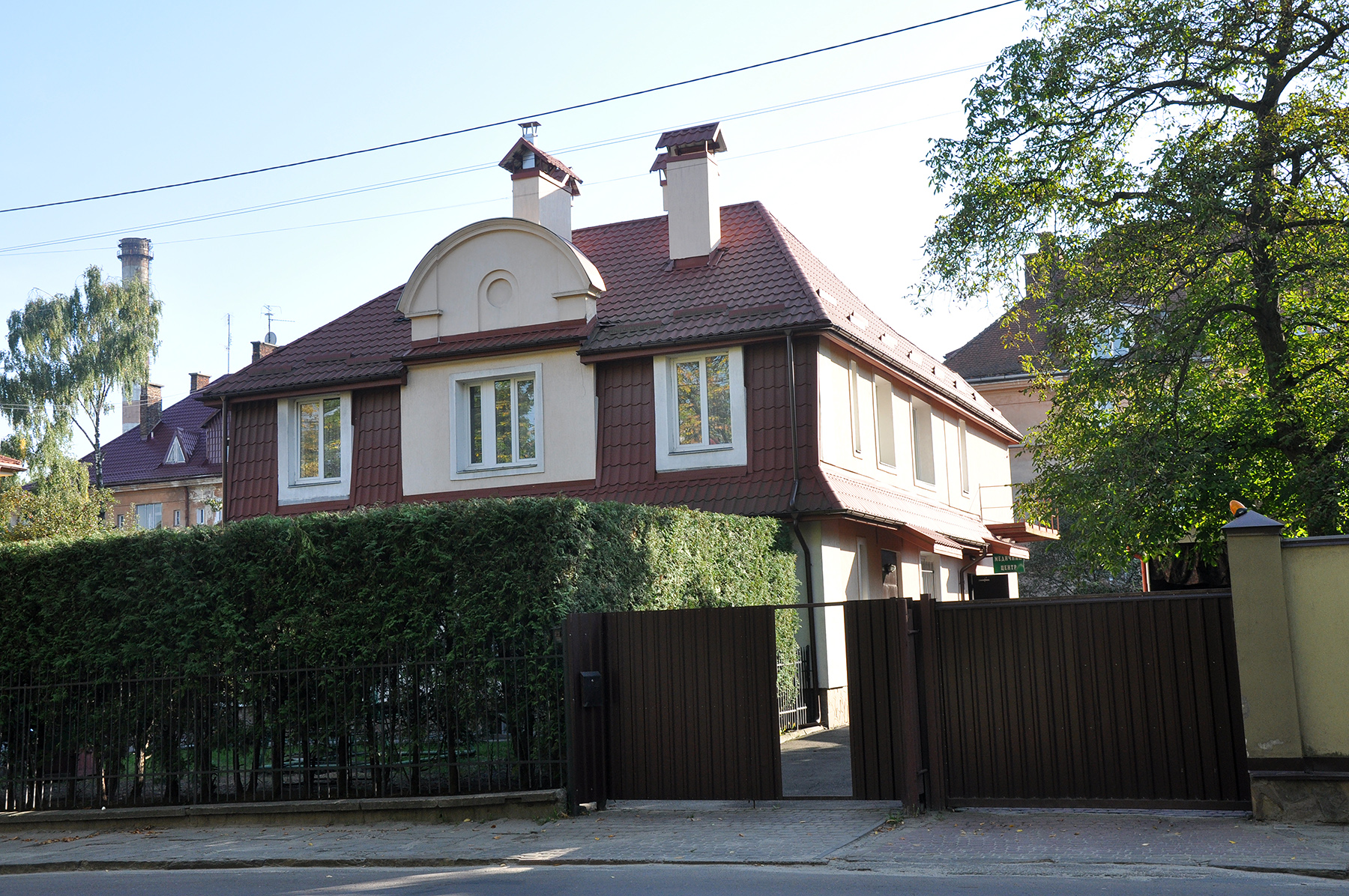
Будинок № 12
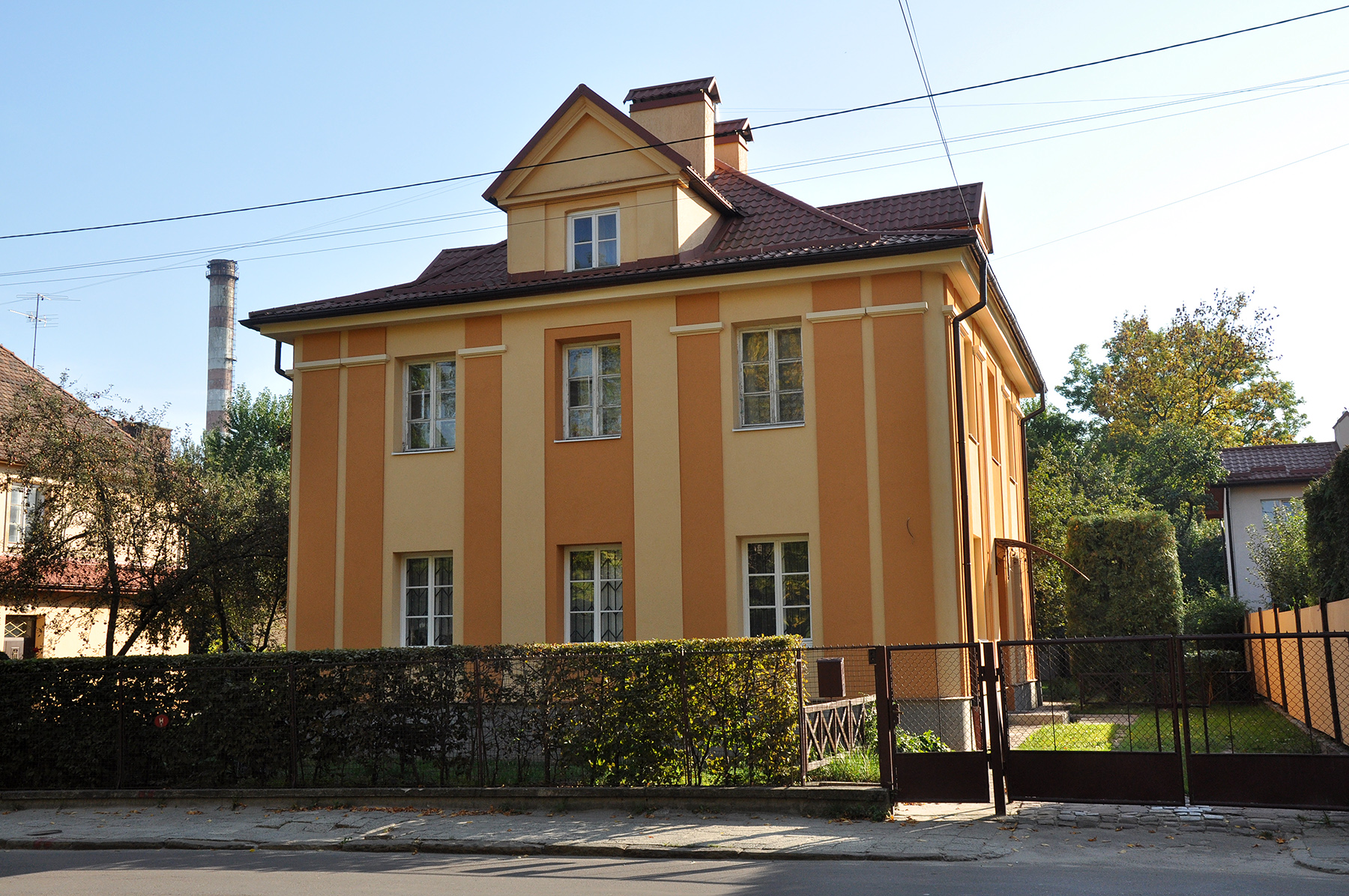
Будинок № 14
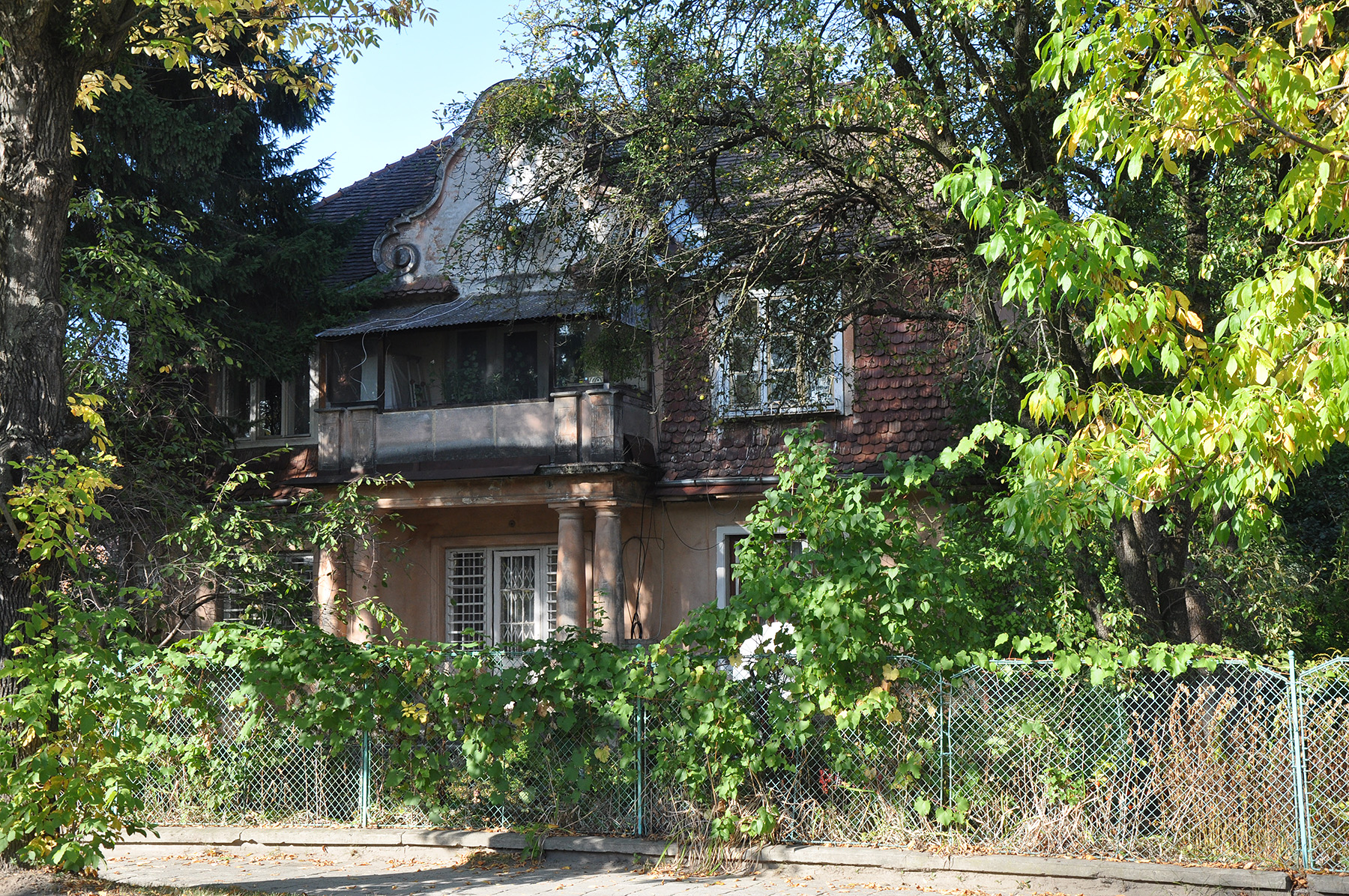
Будинок № 15
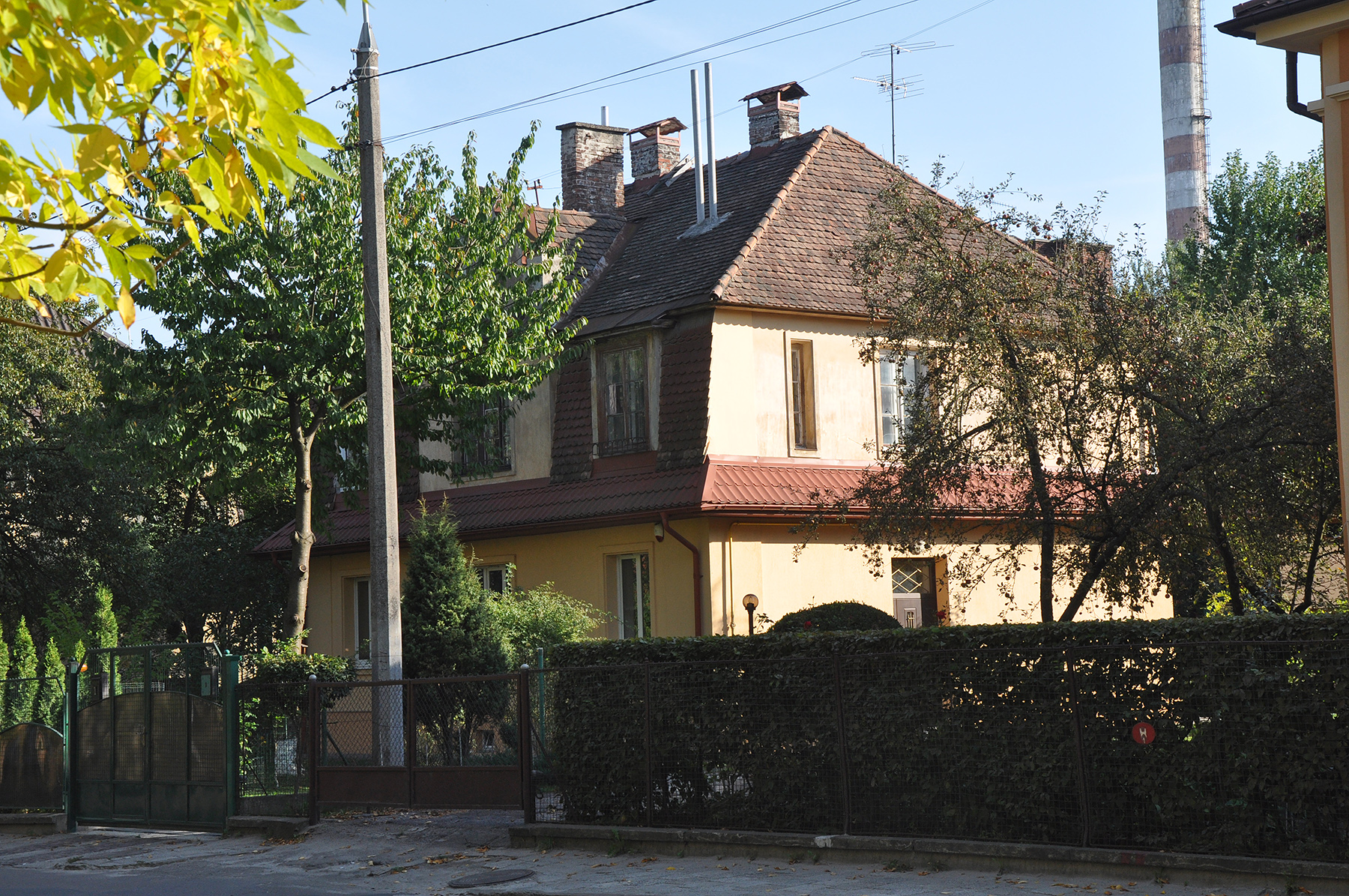
Будинок № 16
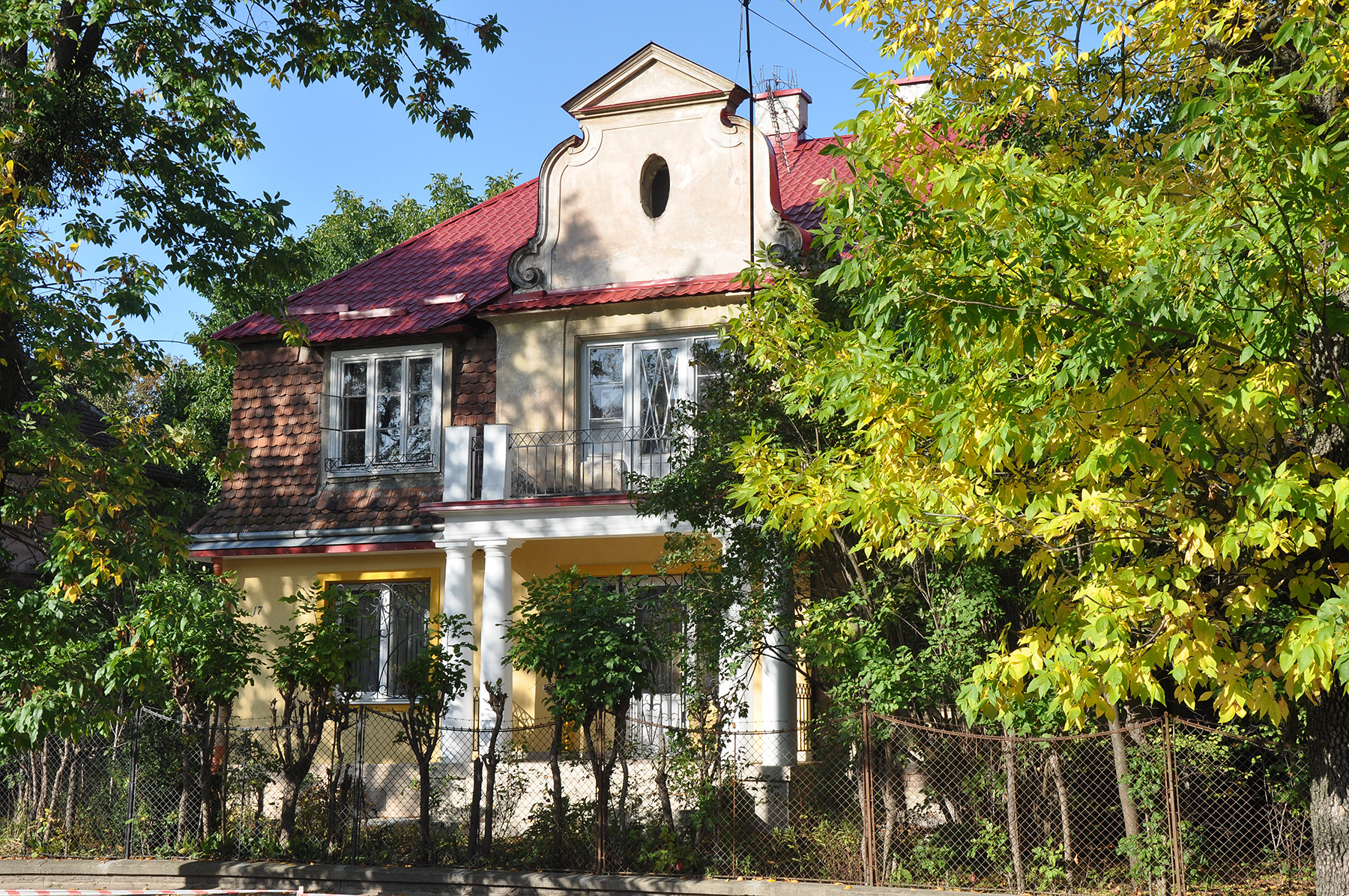
Будинок № 17
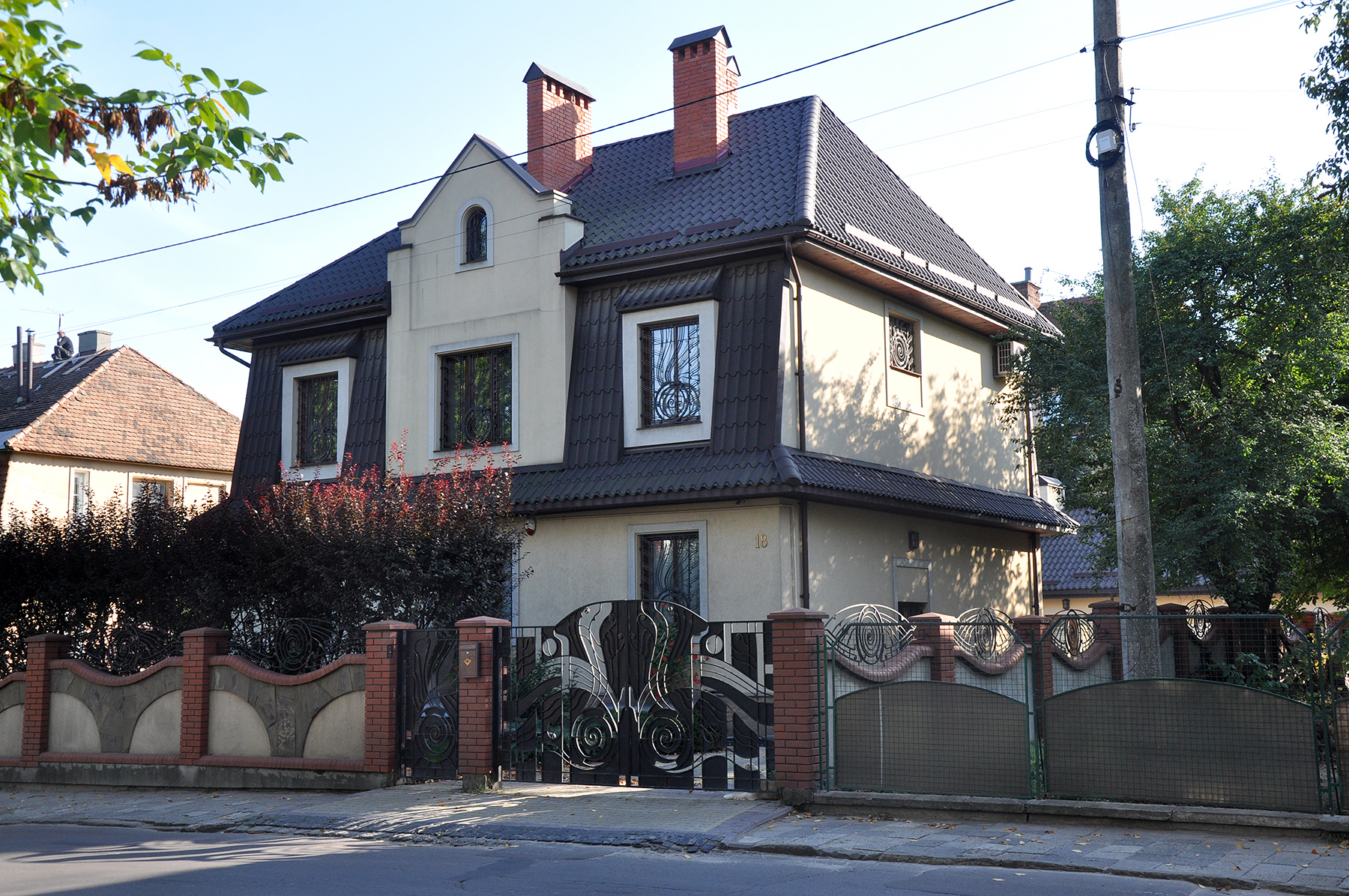
Будинок № 18
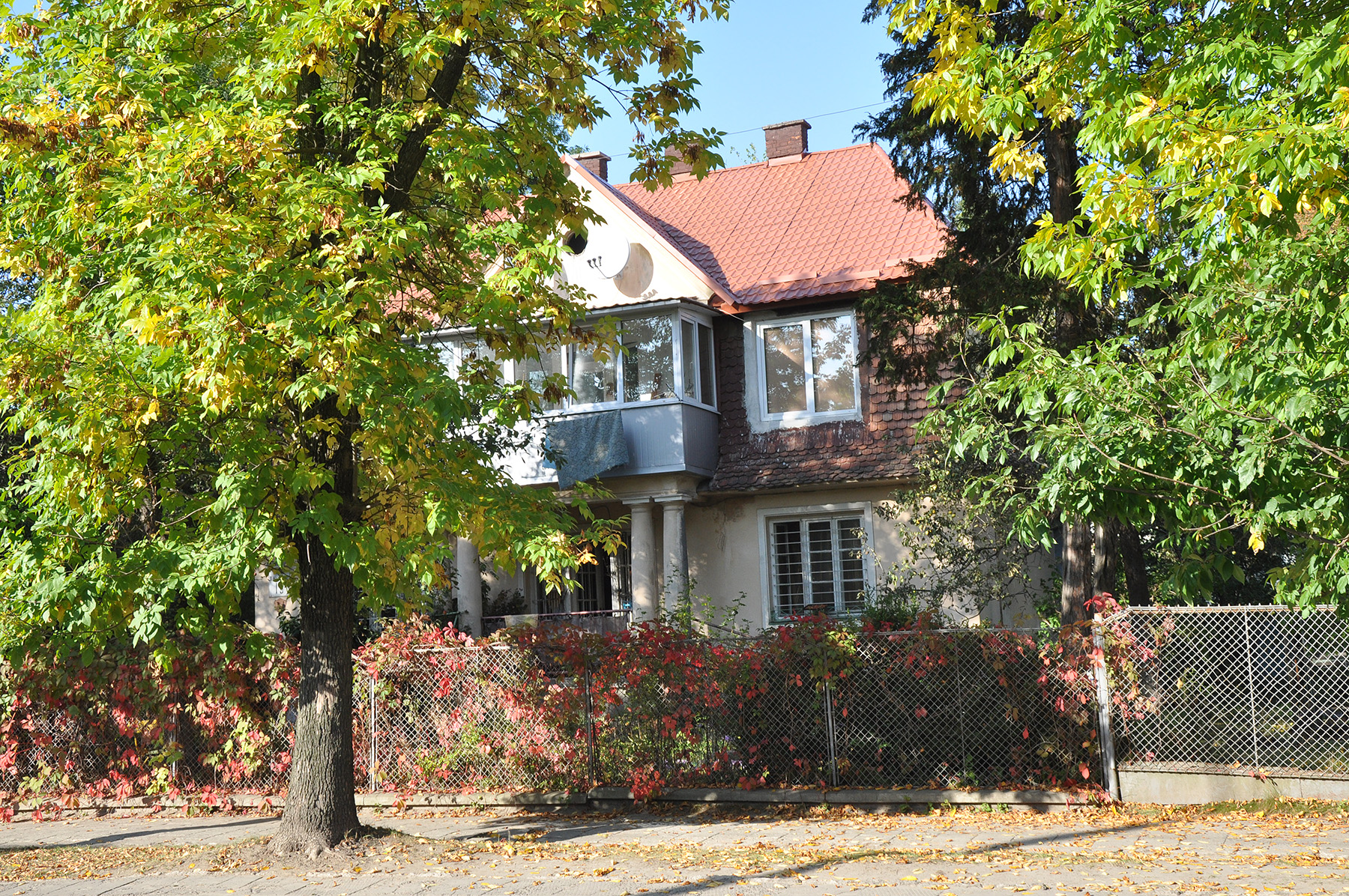
Будинок № 19
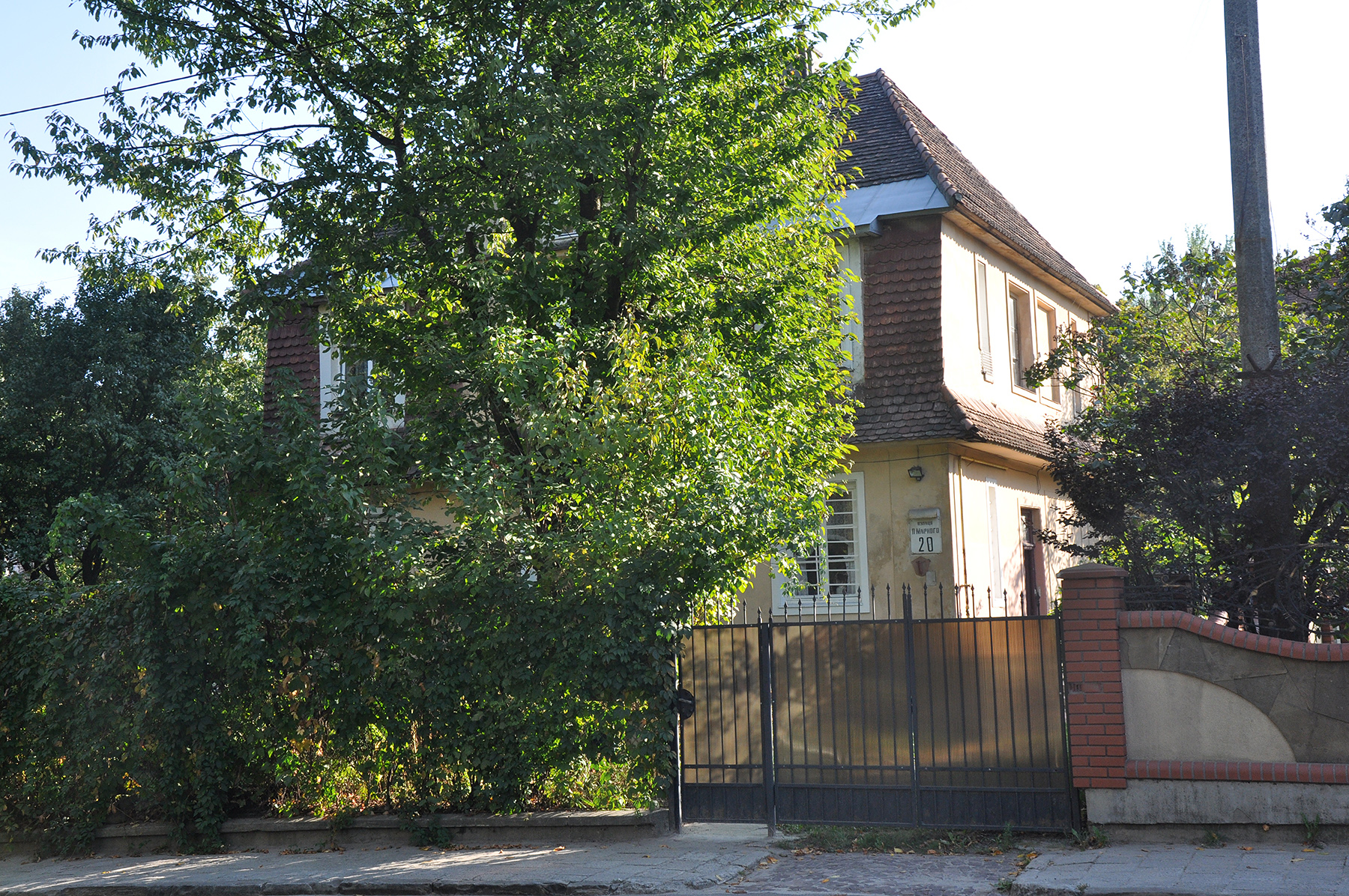
Будинок № 20
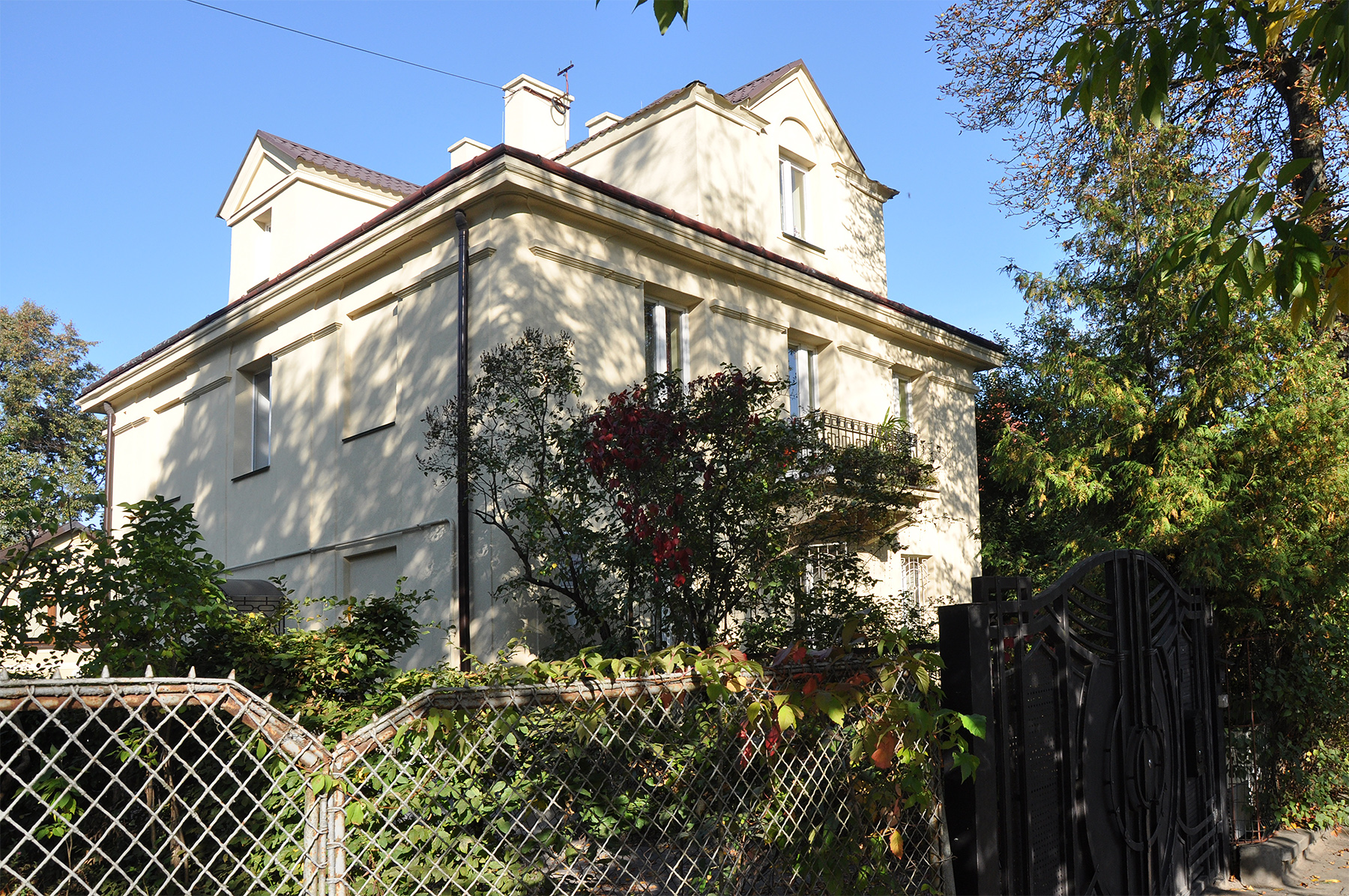
Будинок № 21
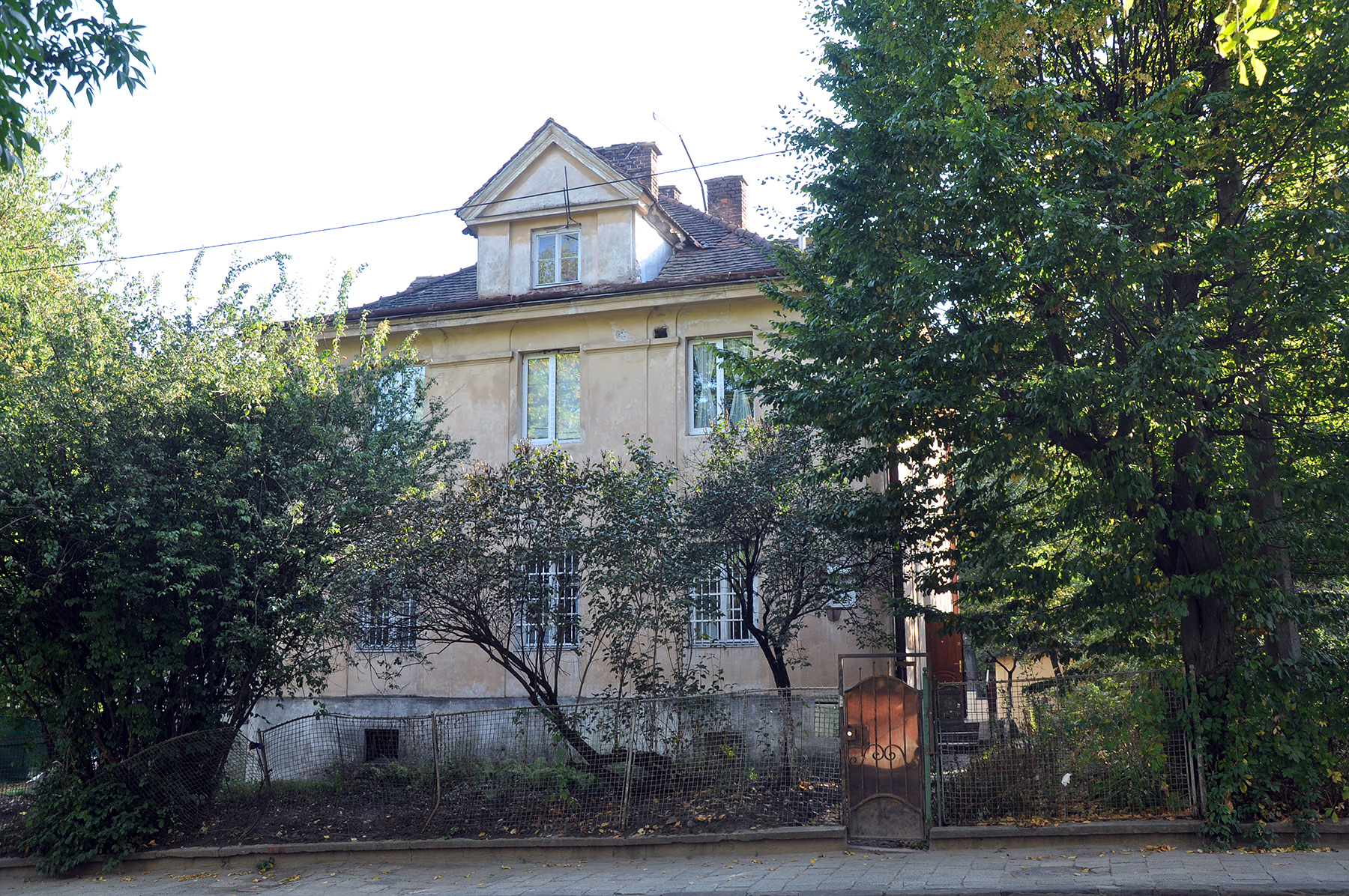
Будинок № 22
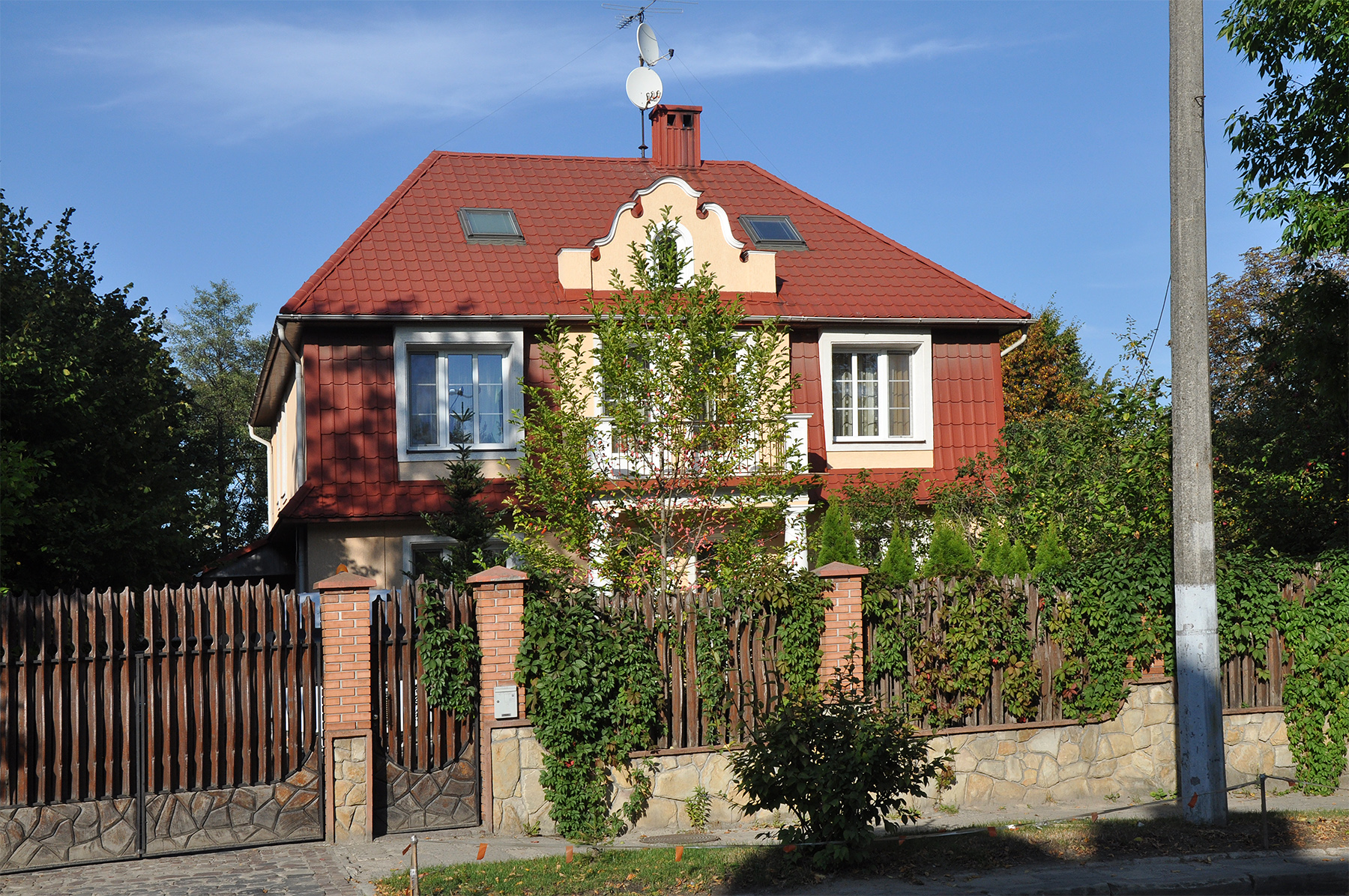
Будинок № 23
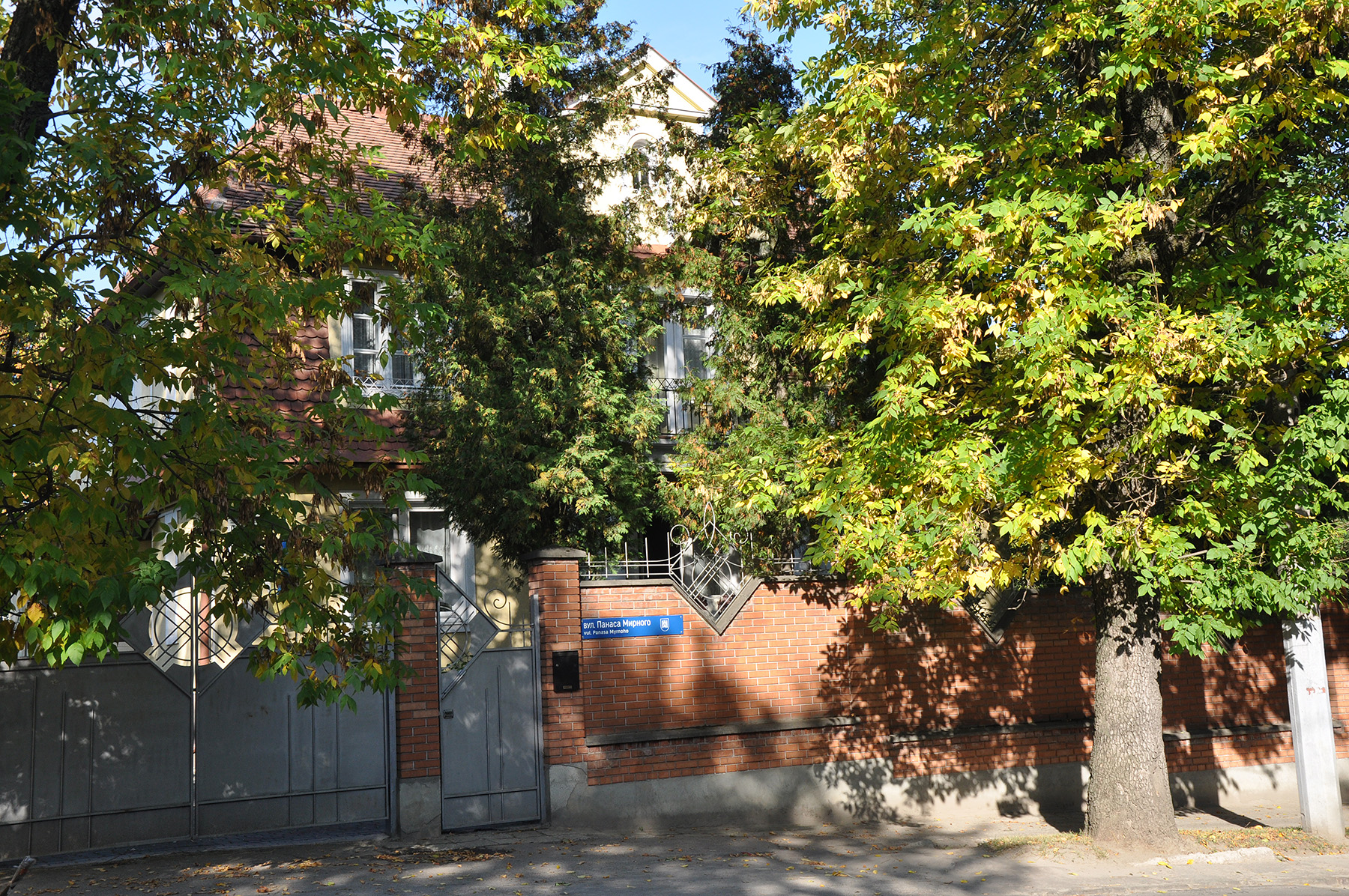
Будинок № 25
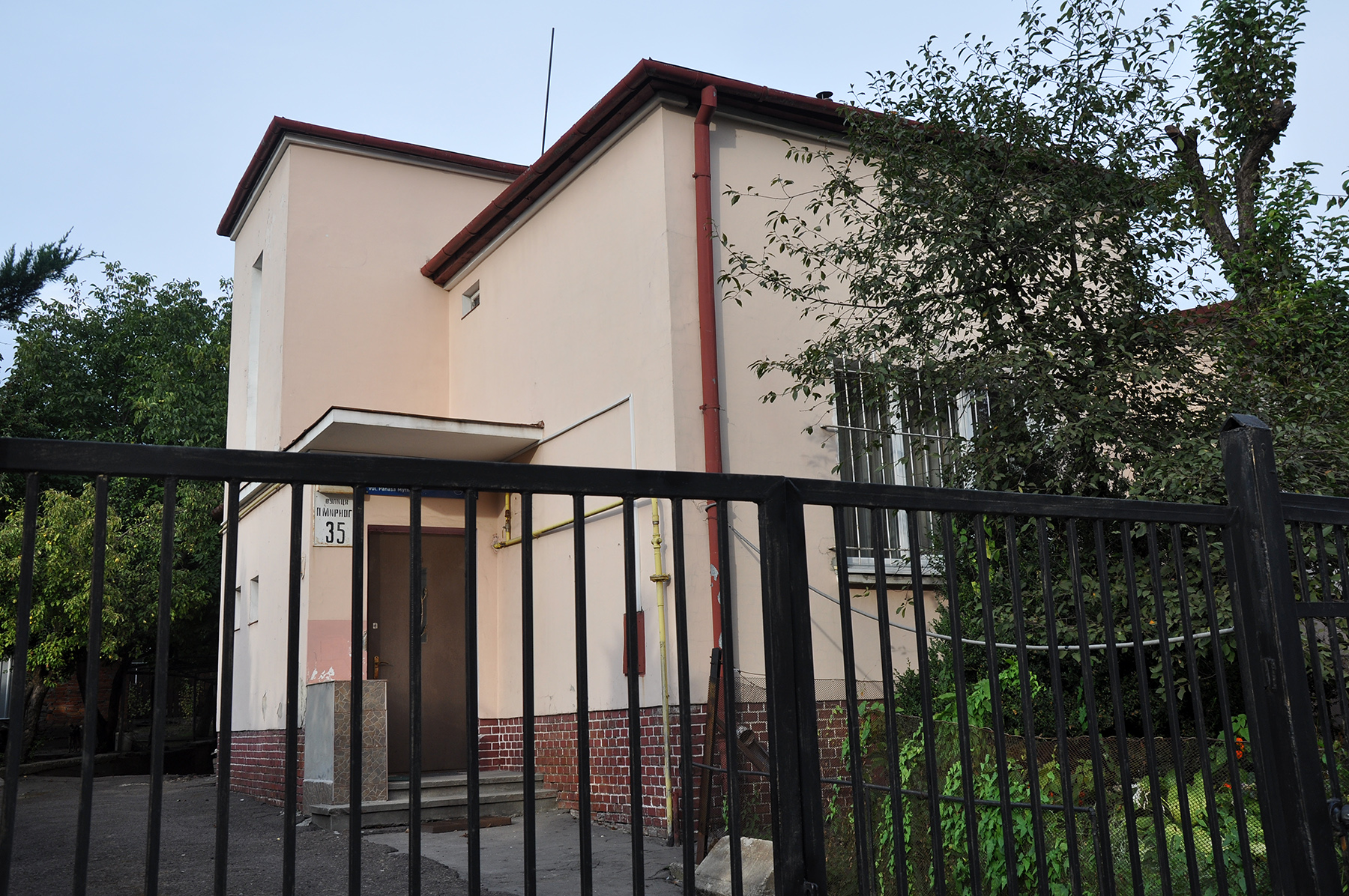
Будинок № 35
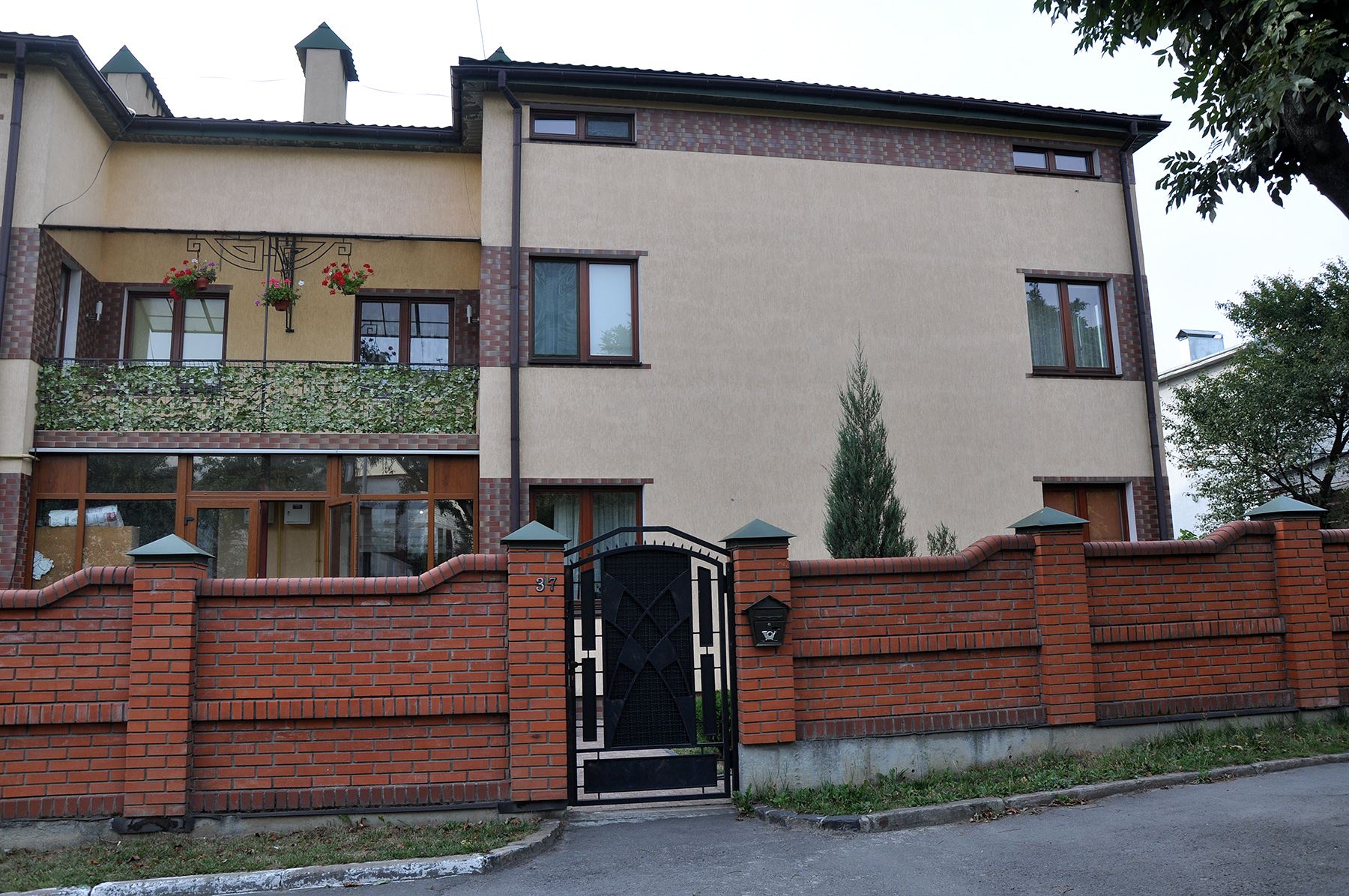
Будинок № 37
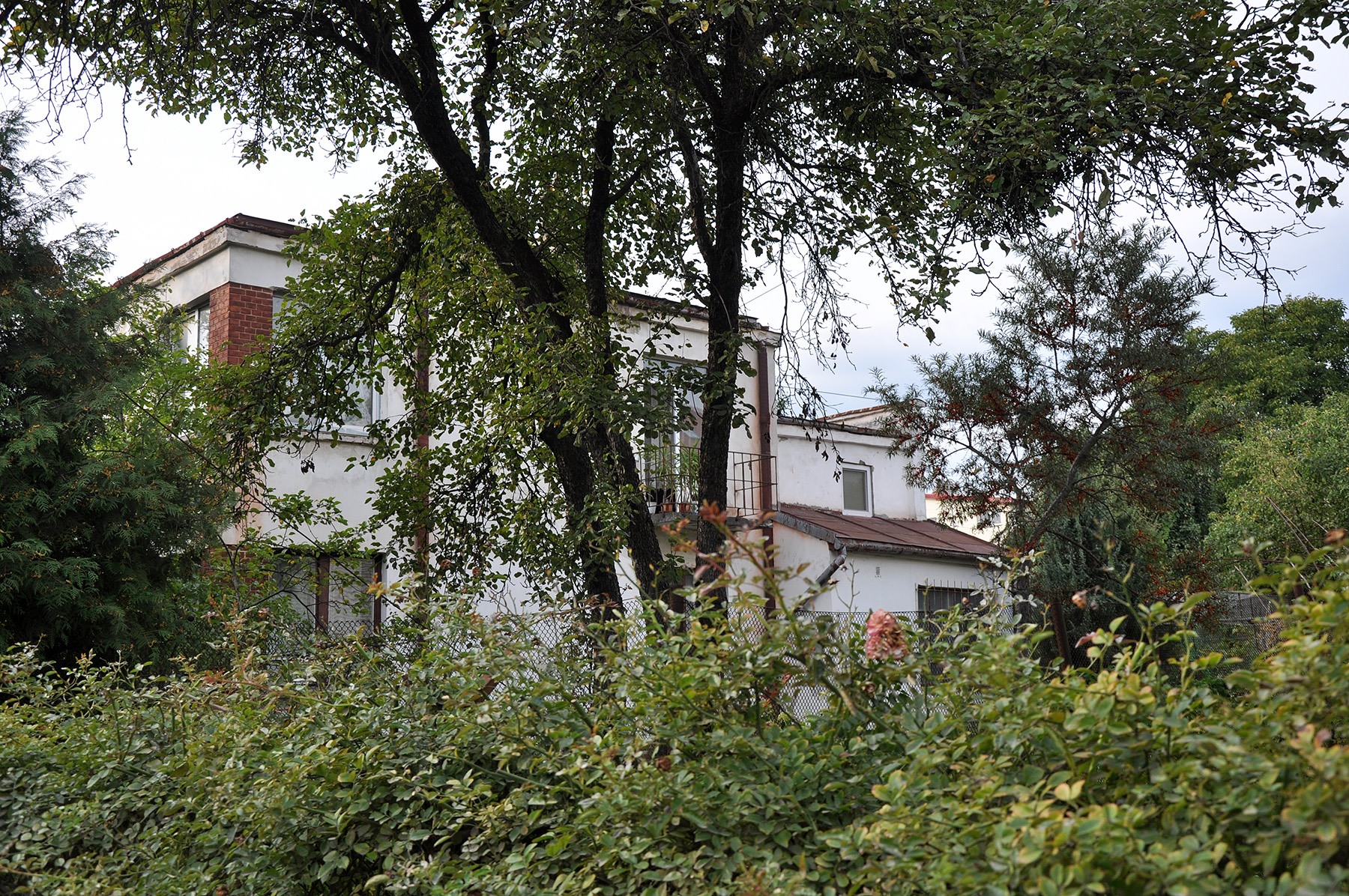
Будинок № 39

## Транспорт

### Тролейбус
У 1960 році вулицею Стрийською до Нового Львова було прокладено тролейбусну лінію, якою від вулиці Руставелі через вул. Панаса Мирного до вул. Гданської (нині — вул. Героїв Крут) курсував тролейбусний маршрут № 6, що мав розворот у напрямку вул. Угорська — вул. Каменецька (не існуюча частина вулиці) — вул. Холмська (не існуюча вулиця) — вул. Ґданська — вул. Тернопільська — вул. Панаса Мирного.
1971 року вулицею Південною (нині — вул. Стуса) до Нового Львова було прокладено тролейбусну лінію, якою від вулиці Руставелі до розвороту на перехресті вулиць Угорської, Тернопільської та Панаса Мирного курсував тролейбусний маршрут № 1.
1982 року тролейбусний маршрут № 6 був скасований, натомість того ж року від вул. Радянської Конституції (нині — вул. Симоненка) було прокладено тролейбусну лінію, що з'єднала Кульпарків та Новий Львів і якою вул. Панаса Мирного почав курсувати тролейбусний маршрут № 17, що сполучив Кульпарків та Новий Львів, а для маршруту № 1 була облаштована зупинка на вул. Енергетичній. 1984 року тролейбусний маршрут № 17 був скасований. 2008 року тролейбусний маршрут № 1 був скасований і відтоді тролейбусне сполучення з Новим Львовом не здійснюється.

### Трамвай
Трамвайного руху по вулиці Панаса Мирного ніколи не було, водночас неподалік від перетину з вул. Козельницькою знаходилося розворотне кільце трамвайного маршруту № 10, що курсував у 1940—1969 роках вулицею Франка до площі Галицької.

### Автобус
Натомість вулиця Панаса Мирного має розвинуте автобусне сполучення, відповідно до нової транспортної схеми, яка була запроваджена у Львові у 2012 році тут проходять міські автобуси № 16, 53 та маршрутні таксі № 13, 27, сполучають Новий Львів з більшістю районів міста Львова.

### Інфраструктура
У листопаді 2017 — липні 2018 року на замовлення департаменту житлового господарства та інфраструктури ЛМР, ТзОВ «Львівська дорожня служба» провела реконструкцію п'ятипроменевого перехрестя вулиць Тернопільської — Панаса Мирного — Угорської — Литвиненка з облаштуванням кільцевого руху. Проєкт реконструкції розробило ЛКП «Інститут просторового розвитку».